# Chambonea
«Chambonea» es el nombre de la canción del cantante puertorriqueño Nicky Jam. Se lanzó en 2004 como el sencillo principal del segundo álbum de estudio del cantante Vida escante.

## Recepción comercial
La canción alcanzó la posición #27 en el Tropical Airplay de Billboard.

## Vídeo musical
Cuenta con un video musical en dos versiones diferentes, la original (la cual contiene contenido explícito) y la versión limpio para TV.

## Posicionamiento
| Listas (2004)                           | Mejor posición |
| --------------------------------------- | -------------- |
| Estados Unidos (Latin Tropical Airplay) | 27             |